# Алекс Модебадзе
Алекс Модебадзе (груз. ალექსი მოდებაძე; нар. 21 лютого 1978, Тбілісі, Грузинська РСР) — грузинський борець вільного стилю, срібний та дворазовий бронзовий призер чемпіонатів Європи, учасник двох Олімпійських ігор.

## Біографія
Боротьбою почав займатися з 1991 року. Був другим на чемпіонаті світу 1998 року серед юніорів. Срібний та бронзовий призер чемпіонатів Європи серед юніорів (1998 та 1997 років відповідно). Виступав за клуб «Шевардені» із Тбілісі. Тренер — Заза Турманідзе.

## Спортивні результати на міжнародних змаганнях

### Виступи на Олімпіадах
| Змагання                                   | Збірна | Вагова категорія           | Місце |
| ------------------------------------------ | ------ | -------------------------- | ----- |
| Боротьба на літніх Олімпійських іграх 2000 | Грузія | вільна боротьба, до 130 кг | 10    |
| Боротьба на літніх Олімпійських іграх 2004 | Грузія | вільна боротьба, до 120 кг | 14    |

### Виступи на Чемпіонатах світу
| Змагання                        | Збірна | Вагова категорія           | Місце |
| ------------------------------- | ------ | -------------------------- | ----- |
| Чемпіонат світу з боротьби 1998 | Грузія | вільна боротьба, до 130 кг | 10    |
| Чемпіонат світу з боротьби 1999 | Грузія | вільна боротьба, до 130 кг | 18    |
| Чемпіонат світу з боротьби 2001 | Грузія | вільна боротьба, до 130 кг | 21    |
| Чемпіонат світу з боротьби 2003 | Грузія | вільна боротьба, до 120 кг | 8     |
| Чемпіонат світу з боротьби 2005 | Грузія | вільна боротьба, до 120 кг | 13    |
| Чемпіонат світу з боротьби 2009 | Грузія | вільна боротьба, до 120 кг | 5     |

### Виступи на Чемпіонатах Європи
| Змагання                         | Збірна | Вагова категорія           | Місце  |
| -------------------------------- | ------ | -------------------------- | ------ |
| Чемпіонат Європи з боротьби 1998 | Грузія | вільна боротьба, до 130 кг | 5      |
| Чемпіонат Європи з боротьби 1999 | Грузія | вільна боротьба, до 130 кг | 5      |
| Чемпіонат Європи з боротьби 2000 | Грузія | вільна боротьба, до 130 кг | 10     |
| Чемпіонат Європи з боротьби 2001 | Грузія | вільна боротьба, до 130 кг | Срібло |
| Чемпіонат Європи з боротьби 2003 | Грузія | вільна боротьба, до 120 кг | Бронза |
| Чемпіонат Європи з боротьби 2007 | Грузія | вільна боротьба, до 120 кг | Бронза |

### Виступи на Кубках світу
| Змагання                    | Збірна | Вагова категорія           | Місце |
| --------------------------- | ------ | -------------------------- | ----- |
| Кубок світу з боротьби 2009 | Грузія | вільна боротьба, до 120 кг | 6     |

### Виступи на інших змаганнях
| Змагання                                                      | Збірна | Вагова категорія           | Місце  |
| ------------------------------------------------------------- | ------ | -------------------------- | ------ |
| Всесвітні ігри військовослужбовців 1999                       | Грузія | вільна боротьба, до 130 кг | 5      |
| Олімпійський кваліфікаційний турнір з боротьби 2000 (Мінськ)  | Грузія | вільна боротьба, до 130 кг | Золото |
| Олімпійський кваліфікаційний турнір з боротьби 2000 (Лейпциг) | Грузія | вільна боротьба, до 130 кг | Бронза |
| Олімпійський кваліфікаційний турнір з боротьби 2000 (Токіо)   | Грузія | вільна боротьба, до 130 кг | 8      |
| Абсолютний чемпіонат FILA 2003                                | Грузія | вільна боротьба, до 120 кг | 5      |
| Золотий Гран-прі з боротьби 2006                              | Грузія | вільна боротьба, до 120 кг | Бронза |
| Олімпійський кваліфікаційний турнір з боротьби 2008 (Варшава) | Грузія | вільна боротьба, до 120 кг | Бронза |

### Виступи на змаганнях молодших вікових груп
| Змагання                                       | Збірна | Вагова категорія           | Місце  |
| ---------------------------------------------- | ------ | -------------------------- | ------ |
| Чемпіонат Європи з боротьби серед юніорів 1995 | Грузія | вільна боротьба, до 88 кг  | 6      |
| Чемпіонат Європи з боротьби серед юніорів 1997 | Грузія | вільна боротьба, до 115 кг | Бронза |
| Чемпіонат Європи з боротьби серед юніорів 1998 | Грузія | вільна боротьба, до 115 кг | Срібло |
| Чемпіонат світу з боротьби серед юніорів 1998  | Грузія | вільна боротьба, до 115 кг | Срібло |
| Чемпіонат світу з боротьби серед молоді 1995   | Грузія | вільна боротьба, до 130 кг | 7      |